# رداء ذو قلنسوة
رداء ذو قلنسوة أو الرداء المقلنس أو الهودي هو قميص ثقيل مع وجود قلنسوة للرأس . ويشمل التصميم جيوب أمامية كبيرة، غطاء للرأس، أحيانا رباط لتحديد سعة فتحة القلنسوة .

## التاريخ
يعود تاريخ صنع الرداء ذو القلنسوة إلى حقبة الثلاثينات من القرن العشرين أما الشكل الأصلي فهو مستوحاة من القرون الوسطى . اللباس الرسمي للرهبان الكاثوليك يضم قلنسوة وزخرفة. الرداء بشكله الحالي تم صنعه للمرة الأولى لصالح عمال البرادات المجمدة في نيويورك. حاليا فهو يعتبر من أشهر أنواع القمصان الرياضية . في ثقافة موسيقى الهيب هوب فإن لبس الرداء ذو قلنسوة أصبح رمزا لها . عادت ظاهرة انتشار لبس هذا القميص بقوة بعدما قام الممثل الأمريكي سيلفستر ستالون بالقيام ببطولة فيلم روكي حيث كان يلبس دوما هذا اللباس في أوقات التدريبات وغيرها . في حقبة التسعينات انتشر لبس هذا الرداء بين متزلجي اللوحات أو راكبي الأمواج في ولاية كاليفورنيا . استخدم أشهر مصممي الأزياء أمثال تومي هيلفغر، جورجو أرماني ، ورالف لورين الرداء ذو القلنسوة كتصميم أساسي لمجموعاتهم في نفس الفترة .